# 京畿路 (镇江)
32°12′32″N 119°25′42″E / 32.2088587°N 119.4282284°E
京畿路 (镇江)是中国江苏省镇江市的一条街道。该路原名京畿岭，为镇江城西介于银山（云台山）与宝盖山之间的狭窄通道。民国时期辟为马路。现在保留较多民国建筑，例如江苏省红万字会，以及吉庆里、瑞芝里等里弄。